# スタンレー・ジョンソン
スタンレー・パトリック・ジョンソン（英語: Stanley Patrick Johnson, 1940年8月18日 - ）は、イギリスの作家・保守党の元政治家であり、1979年から1984年までワイト・ハンプシャー・イースト選出の欧州議会議員（MEP）を務めた。彼は世界銀行や欧州委員会の元職員で、環境問題や人口問題に関する著書がある。
彼の6人の子供の中には元保守党党首でイギリス首相、元ロンドン市長のボリス・ジョンソン、オーピントン選出の元庶民院議員で大学・科学・研究・イノベーション担当大臣のジョー・ジョンソンや編集者・ジャーナリスト・テレビ司会者・作家のレイチェル・ジョンソンがいる。

## 家系と生い立ち
スタンレー・ジョンソンは1940年にコーンウォールのペンザンスでオスマン・ケマル（後のウィルフレッド・ジョンソン）とアイリーン・ウィリアムズ（ケント州ブロムリーのスタンレー・フレッド・ウィリアムズの娘で、ジョージ・ウィリアムズとマリー・ルイーズ・ド・プフェッフェルの孫）の息子に生まれた。父方の祖父であるアリ・ケマル・ベグはオスマン帝国政府最後の内務大臣のひとりであったが、トルコ革命中の1922年に暗殺された。 スタンレーの父は1909年にボーンマスで生まれ、出生名はオスマン・アリ・ウィルフレッド・カマル（Osman Ali Wilfred Kamal）として登録されている。オスマンの母でアングロ・スイス人のウィニフレッド・ブランは出産後間もなく死んだ。アリ・ケマルは1912年にオスマン帝国に帰国し、その後オスマン・ウィルフレッドと彼の妹セルマはイギリス人の祖母マーガレット・ブランによって育てられ、彼女の旧姓であるジョンソンを名乗る事になり、スタンレーの父はこの様な事情でウィルフレッド・ジョンソンになった。
アリ・ケマルは帰国後にゼキ・パシャの娘サビハ・ハニムと再婚し、後にトルコ外交官となったゼキ・クネラルプらの子を儲けた。スタンレーは1960年代にトルコ駐英大使のゼキと親しく付き合い、長女レイチェル・サビハのミドルネームもその縁からの命名である。
ジョンソンの母方の祖母の両親はフーベルト・フライヘル・フォン・プフェッフェル（1843年12月8日、バイエルン王国ミュンヘン生まれ）とその妻エレーヌ・アルヌ＝リヴィエ（1862年1月14日生まれ）であった。フーベルト・フォン・プフェッフェルはカール・フライヘル・フォン・プフェッフェル（1811年11月22日ザクセン王国ドレスデン生まれ、1890年1月25日ミュンヘン没）の息子で、1836年2月16日にアウクスブルクでカロリーネ・フォン・ローテンブルク（1805年11月28日自由都市フランクフルト生まれ、1872年2月13日フランクフルト没）と結婚しているが、フリーデリケ・ポルトによれば彼女はヴュルテンベルク公パウルの非嫡出子と言われている。
ジョンソンはドーセットのシャーボーン・スクールを経て、オックスフォード大学のエクセター・カレッジで英語を専攻していた学部生時代に、ティム・セヴェリンやマイケル・デ・ララベッティと共にマルコ・ポーロ・エクスペディションに参加し、オートバイとサイドカーでオックスフォードからヴェネツィア、インド、アフガニスタンへと旅をした。この冒険はセヴェリンの1964年の著書「マルコ・ポーロを追って」の出版につながり、デ・ララベッティの写真も掲載された。

## 仕事と関心
以前、ジョンソンは世界銀行に勤務していた。彼は環境に大きな関心を抱き、1973年から1979年まで欧州委員会の公害防止部長を務めた。 彼は野生ゴリラの保護に携わるゴリラ・オーガナイゼーションやプラントライフ・インターナショナルの理事を務めている。1983年には動物福祉への卓越した貢献に対して、RSPCAからリチャード・マーティン賞を、1984年には環境への卓越した貢献に対してグリーンピース賞を受賞した。彼はドイツのボンを拠点とし国際連合環境計画が支援する移動性野生動物種の保全に関する条約の大使を長年にわたり務めた。
彼は環境問題を扱った本を多数出版し、1998年にジョン・ハート主演で「ザ・コミッショナー」として映画化された『ＥＣスキャンダル』など９冊の小説を発表している。1962年には詩作でニューディゲート賞を受賞している。

## 2005年以降
2005年イギリス総選挙ではテインブリッジの選挙区で保守党から立候補し、自由民主党のリチャード・ヤンガー＝ロスの次点候補になった。
2005年5月26日からの一時期、ガーディアン紙のG2セクションに毎週コラムを執筆し、現在も様々な新聞や雑誌にしばしば環境問題をテーマとして執筆している。 彼はチャンネル4のMore4チャンネルの深夜の討論番組「The Last Word」の最初のレギュラーホストのひとりであり、2004年5月7日には「私はあなたにニュースを持って来た」に出演した。
2008年5月5日、ジョンソンはロンドン市長に転出するため議員辞職する息子のボリスの後任としてヘンリー選挙区の保守党候補になる事を望んでいると報じられた。しかし、5月29日には現地の保守党組織が候補者として地元の3人を選出したと報じられ、5月30日には地元議員のジョン・ハウエルが補欠選挙候補として選出された。
彼は2009年3月に回顧録「Stanley I Presume」を執筆している。
2015年10月、ジョンソンはヨーロッパの自然保護政策の礎のひとつとなった指令である生息地指令（1992年）制定における彼の役割に対し、英国王立鳥類保護協会からRSPBメダルを授与された。
2015年12月には、世界自然保護基金の「生きている地球のためのリーダー賞」を受賞している。
2016年のイギリスの欧州連合離脱是非を問う国民投票の時にEU残留派を支持していたジョンソンは2017年10月に「救済の時が来た」と述べてイギリスの欧州連合離脱を支持する立場を表明し、心変わりの大きな要因として欧州委員会のジャン＝クロード・ユンケル委員長のアプローチや態度を挙げた。彼は移行期間の長さや詳細をめぐる議論は予想されるが、イギリスの欧州連合離脱の「最終的な形態」は決まっていると付け加えた。
2017年11月、ジョンソンは「私は有名人、ここから出して!」の第17シリーズに出演した。彼は同番組で5人目の脱落者となり、7位に終わった。2018年にはBBCの番組「ザ・リアル・マリーゴールド・ホテル」に他の8人の有名人と並んで出演した。

## 論争
2018年8月、ジョンソンはブルカを着用するイスラム教徒の女性の姿が「郵便箱」や「銀行強盗」の様に見えるという息子のボリスの発言について、片言隻句をとらえたものであり、発言に対する批判はボリスの政敵が人々を煽ることによって作り出されたものであると述べている。
2018年10月、ジョンソンはイギリスのEU離脱後のアイルランド島の国境に関する解決策に関わらず、アイルランド人が「お互いに撃ち合いたいと思えば、撃ち合いをするだろう」と発言した。
2020年7月上旬、ジョンソンは新型コロナウイルス感染症の流行中にもかかわらず、ギリシャのアテネ旅行中の写真を自身のInstagramに投稿した。彼はロックダウンの規則を破った疑惑があるとして、自由民主党の庶民院議員ジェイミー・ストーンとアリスター・カーマイケルなどからの批判に直面した。 当時ギリシャは国境を開いていたが、7月15日までイギリスからの旅行を禁止していた。ジョンソンはブルガリアを経由する事によってギリシャの規制を回避していた。
伝記作家のトム・バウワーによれば、彼は最初の妻の顔を激しく殴打して鼻を折るケガをさせたという。

## 私生活
ジョンソンは1963年に画家のシャーロット・フォーセットとメリルボーンで結婚し、ボリス（保守党党首・イギリス首相）、レイチェル（ジャーナリストでザ・レディの元編集長）、ジョー（オーピントン選出の元保守党議員・元教育大臣・フィナンシャル・タイムズ紙のレクス・コラムの元責任者）、レオ（映画製作者・起業家）の4人の子供をもうけた。ジョンソンとフォーセットは1979年に離婚し、1981年にウェストミンスターでジェニファー・キッドと再婚、ジュリアとマクシミリアンの2人の子供をもうけた。
2020年12月、ジョンソンはフランス国籍を申請している事を明らかにした。